# 天主教溫得和克總教區
天主教溫得和克總教區（拉丁語：Archidioecesis Vindhoekensis）是納米比亞一個羅馬天主教教省總教區，位於首都溫得和克，下轄一個教區。是該國唯一一個總教區。

## 歷史
1892年8月1日設宗座監牧區，1926年5月11日升為代牧區，1994年3月14日升為總教區。

## 概況
總教區位於該國中北部和西北部。2010年有教友278,822人（佔轄區總人口12.5%）、七十一個堂區、六十四名司鐸。現任教區總主教為理玻利·納申達。